# Katastrophenversicherung
Eine Katastrophenversicherung bietet Versicherungsschutz gegen durch menschliche Eingriffe und klimatische Veränderung verursachte direkte oder mittelbare Umweltrisiken. 
Flutkatastrophen beispielsweise werden weder durch die Gebäudeversicherung und Zusatzpakete zur Feuerversicherung gegen Hochwasser, Lawinen oder Erdbeben noch durch öffentliche Katastrophenhilfe voll gedeckt. Insbesondere ist die Haftung der durch Katastrophen ausgelösten  Umweltschäden von Industrieanlagen, Häfen etc. ungeklärt.
Zu Neuregelung der Katastrophenvorsorge arbeiten verschiedene  Versicherer und  Rückversicherer an Deckungsmodellen von Großschäden für private Immobilien, für Gewerbe und Industrie.

## Weblink
- Übersicht zum Problem Katastrophenversicherung